# Casa Editrice Nerbini
Casa Editrice Nerbini a fost fondată de Giuseppe Nerbini la Florența în 1897. În anii 1930 editura a publicat în Italia mai multe reviste celebre de benzi desenate cu format de ziar, cum ar fi Topolino și L'Avventuroso, publicații care au adus în Italia benzile desenate americane și au fost vândute în sute de mii de exemplare săptămânal și împreună cu revista Jumbo a fost prima care a prezentat benzi desenate completate cu baloane, asemănătoare cu norii din benzile americane originale, care au înlocuit legendele plasate până atunci în partea de jos a vinietei.

## Istoric

### Începuturi
Giuseppe Nerbini și-a început activitatea ca vânzător de ziare în anii '80 ai secolului al XIX-lea. Prima broșură, tipărită de Nerbini, a apărut în 1897 și a fost intitulată La redenzione della donna nel socialismo. Ulterior, el a publicat romane istorice, cum ar fi Reali di Francia, Vespri siciliani, Ettore Fieramosca și Giovanni delle Bande Nere.
„Unul dintre obiectivele prioritare ale lui Nerbini, [...] a fost” [...] [acela de] „a răspândi în rândul maselor miturile și eroii care au animat publicațiile la un preț scăzut, [...] [ca un] instrument [...] de educație populară”.

### Anii 1930
În anii anteriori apariției regimului fascist în Italia și în perioada de început ai acestuia, editura a publicat mai multe serii de benzi desenate care au fost ulterior adunate în volum. În aceste publicații nu s-a simțit, însă, influența fascismului și chiar mai puțin cea a monarhiei, pentru că Nerbini era animat de spiritul republican.
În 1932 a apărut primul număr al Topollino, revistă ilustrată care a profitat de succesul noului personaj al lui Walt Disney, distins în 1932 cu un premiu Oscar special pentru crearea lui Mickey Mouse (în italiană Topolino); Nerbini a decis să-i dedice o revistă de benzi desenate care a început pe 31 decembrie 1932, precedând cu o lună prima publicație americană, Mickey Mouse Magazine. Revista avea  un format similar cu acela al Corriere dei Piccoli. Nerbini a obținut drepturile pentru publicarea benzilor desenate realizate zilnic în America de Floyd Gottfredson și a obținut, de asemenea, permisiunea de a publica alte benzi desenate realizate în Italia. În iulie 1935 Nerbini a fost forțat să-și vândă revista și drepturile de publicare către editura Mondadori. Potrivit unor ipoteze Nerbini și Mondadori au apelat la arbitrajul guvernului fascist, unul pentru a se apăra de atacul companiei Mondadori, iar celălalt pentru a obține revista lui Nerbini, iar arbitrajul fascist l-a obligat atunci pe Nerbini să vândă revista companiei Mondadori, care trebuia să-i plătească lui Nerbini o sumă foarte mare de bani. Nerbini a continuat să publice reviste de benzi desenate ca Giornale di Cino e Franco.
Într-un format care era chiar mai mare decât cel al revistei Topolino, Nerbini a publicat L'Avventuroso, publicat din 14 octombrie 1934 până pe 28 februarie 1943 în 439 numere pentru a fi cedat ulterior, ca urmare a dificultăților economice, către compania Mondadori, cunoscută pe atunci sub numele de API (Azienda Periodici Italiani), care a continuat doar o scurtă perioadă publicarea revistei. L'Avventuroso a adus în Italia cele mai importante personaje din cărțile de benzi desenate americane ale epocii, cum ar fi Flash Gordon și Mandrake.